# Francisco Franco del Amo
Francisco José Franco del Amo (Bergondo, La Coruña, 1960-La Coruña, 27 de septiembre de 2021) fue un biólogo y museólogo español.

## Trayectoria
Era licenciado (1984) y doctor (1990) en Ciencias Biológicas por la Universidad de Santiago de Compostela. Entre septiembre de 1990 y agosto de 1992 trabajó como becario posdoctoral en el Roche Institute of Molecular Biology (Nutley, Nueva Jersey, EE. UU.), donde se especializó en Biología del Desarrollo de Vertebrados. A su regreso a España trabajó como investigador asociado (1992–1994) y profesor ayudante (1994–1996) en la Universidad de Santiago de Compostela.
En abril de 1995 se incorporó al equipo técnico de los Museos Científicos Coruñeses, institución en la que desempeñó diferentes cargos de responsabilidad técnica. Formó parte del equipo de museógrafos que diseñó el Aquarium Finisterrae y del grupo de técnicos que dirigió su puesta en funcionamiento. Participó en el desarrollo museográfico de decenas de exposiciones interactivas y programas educativos para centros de ciencia. En 2002 fue nombrado director técnico del Aquarium Finisterrae. Como investigador, publicó doce artículos de investigación y dirigió una tesis doctoral.
Como divulgador científico, publicó centenares de artículos y varias monografías. Formó parte del equipo de redacción del libro de texto Ciencias para el Mundo Contemporáneo (2008), de la editorial Oxford University Press. En octubre de 1996 comenzó a colaborar de manera habitual en el suplemento «La Voz de la Escuela» del diario La Voz de Galicia, y en el programa Protagonistas de La Coruña de Onda Cero. Entre 2003 y 2005 colaboró con el programa La aventura del saber de la Segunda Cadena de TVE.